# Discorama
Discorama var ett radioprogram i SR som var en pendang till Poporama och som sändes på lördagarna i P3 mellan 1974 och 1984. Programledare var Kaj Kindvall. 

I programmet spelades nya skivor från främst englandslistan och Billboardlistan. Till skillnad från Poporama så fanns ingen lista i programmet, och när Poporama lades ner och ersattes av Tracks så lades också Discorama ner. 
Hela idén med Discorama var att spela musik som inte var lika bred som den som spelades på Poporama. Dock handlade det om kommersiell musik, om än något smalare. . Framför allt ny musik som ännu inte riktigt blivit en kommersiell framgång, men som hade potential att bli det. 

### Fotnoter
1. ↑  ”Svensk mediedatabas”. http://smdb.kb.se/catalog/search?q=Discorama+typ%3Aradio&sort=OLDEST. Läst 17 april 2011.
2. ↑  ”Retrogalaxen”. http://www.retrogalaxen.se/poporama.htm. Läst 18 april 2011.